# The Leather Saint
The Leather Saint es una película deportiva de cine negro dramático estadounidense de 1956, dirigida por Alvin Ganzer en VistaVision en blanco y negro, sobre un sacerdote que boxea. Está protagonizada por John Derek, Paul Douglas y Jody Lawrance .

## Argumento
Aunque es ministro, al joven Gil Allen le gusta hacer ejercicio en el gimnasio de boxeo de Tom Kelly. Gus MacAuliffe, un mánager de luchadores que desconoce la verdadera vocación del joven, se ofrece a buscarle una pelea en el ring, pero Gil se niega.
Gil descubre que la iglesia está desesperada por recaudar fondos para dos cosas, una piscina para niños y un pulmón de hierro para un hospital. Sin revelar su profesión, Gil acepta dejar que Gus lo maneje, y el primer oponente de Gil es noqueado con un solo golpe. El promotor impresionado Tony Lorenzo organiza otra pelea para el niño. La novia de Lorenzo, Pearl Gorman, una cantante adicta a la bebida, se siente inmediatamente atraída por Gil, pero cuando él no corresponde, ella continúa golpeando la botella.
Su superior en la iglesia, el padre Ritchie, le menciona a Gil que alguien misteriosamente ha donado el primer pago inicial para el pulmón de hierro. Gil miente al sacerdote que el donante es un individuo bien intencionado en "el negocio del cuero".
La identidad real de Gil es descubierta por Pearl, quien se inspira en el ejemplo del joven ministro y promete dejar de beber. Gil recauda todo el dinero que se necesita y luego regresa felizmente a su línea de trabajo preferida.

## Elenco
- Paul Douglas como Gus MacAuliffe
- John Derek como el padre Gil Allen[6]
- Jody Lawrance como Pearl Gorman
- César Romero como Tony Lorenzo
- Ernest Truex como el padre Ritchie
- Richard Shannon como Tom Kelly
- Ricky Vera como Pepito
- Robert Cornthwaite como el Dr. Lomas
- Edith Evanson como Stella
- Lou Nova como tigre
- Baynes Barron como el secuaz de Tony